# Дудинский район
Дудинский район — район, существовавший в Таймырском национальном округе РСФСР в 1930—1956 годах. Центр — село (с 1951 года — город) Дудинка.

## История
Дудинский район был образован 10 декабря 1930 года в составе новообразованного Таймырского (Долгано-Ненецкого) национального округа Восточно-Сибирского края согласно постановлению ВЦИК «Об организации национальных объединений в районах расселения малых народностей Севера».
К 1 января 1948 года район включал 1 рабочий посёлок (Норильск) и 4 сельсовета (Дудинский, Норильско-Пясинский, Потаповский и Хантайский).
5 марта 1951 года село Дудинка было преобразовано в город окружного подчинения и выведено из состава района, оставаясь, при этом, его центром.
15 июля 1953 года рабочий посёлок Норильск получил статус города краевого подчинения.
8 мая 1956 года Дудинский район был упразднён, а его территория передана в подчинение Дудинскому горсовету.

## Население
По данным переписи 1939 года в Дудинском районе проживало 18 826 чел., в том числе русские— 71,5 %, украинцы — 8,8 %, якуты и долганы — 2,4 %, белорусы — 2,1 %, евреи — 1,8 %, татары — 1,7 %, эвенки — 1,5 %, ненцы — 1,3 %, немцы — 1,1 %.